# NGC 144
NGC 144는 고래자리 방향에 있는 정상나선은하이다.